# Даугавські луки
Даугавські луки (Даугавас локи, латис. Daugavas loki) — природний парк на південному сході Латгалії та сході Селії, частина природного парку «Даугавська долина». Розташований у Верхньо-Даугавській улоговині Латгальської височини. Територія парку охоплює 8 лук Даугави від Краслави до Науйєне та адміністративно входить до складу Краславського й Аугшдаугавського країв.
Природний парк був створений 1990 року з метою збереження унікальних природних комплексів, об'єктів природної та культурної спадщини і малозміненого ландшафту долини Даугави на ділянці Краслава-Науйєне та прилеглої території, а також для усунення руйнувань, яких завдало природі будівництво Даугавпілської ГЕС.